# Eduard Langhans

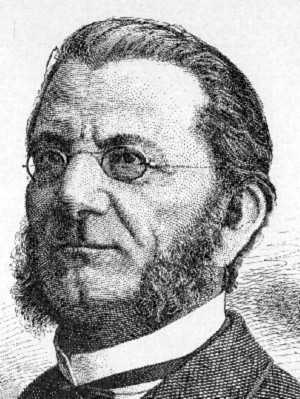
Eduard Langhans

Eduard Langhans (* 20. April 1832 in Guttannen; † 9. Januar 1891 in Bern) war ein Schweizer evangelischer Geistlicher und Hochschullehrer.

## Leben
Eduard Langhans war der Sohn des Pfarrers Daniel Friedrich Langhans (* 13. Januar 1796 in Schüpfen;  † 31. März 1875 in Münchenbuchsee) und dessen erster Ehefrau Elisabeth (* 15. Mai 1801 in Reutigen; † 30. Juni 1844 in Bern), Tochter von Johannes Kernen. Seine Geschwister waren:
- Ernst Friedrich Langhans, Theologe, verheiratet mit Maria Sophia (* 1839 in Bern; † 1909), Tochter des Pfarrers Samuel Ziegler (1804–1852);
- Maria Elisabeth Langhans (* 10. Dezember 1830 in Guttannen; † 20. Januar 1869 in Münchenbuchsee);
- Paul Karl Gustav Langhans (*  23. Dezember 1833 in Münchenbuchsee; † 15. März 1837 ebenda).

Er immatrikulierte sich an der Universität Bern und begann ein Theologiestudium, das er später an der Universität Tübingen und an der Universität Berlin fortsetzte. Während des Studiums hörte er die Vorlesungen des Alttestamentlers Gottlieb Ludwig Studer, der alttestamentliche Texte einer kritischen historischen Analyse unterzog und damit seiner Denkart entgegenkam, während der praktische Theologe Bernhard Karl Wyss (1793–1870) der althergebrachten orthodoxen Lehre verpflichtet war und für die kirchliche Praxis damit maßgebend blieb; hiermit wollte sich Eduard Langhans jedoch nicht abfinden.
Nach Beendigung des Studiums wurde er 1855 im bernischen Ministerium aufgenommen, dies brachte ihm jedoch den Vorwurf der kirchlich Orthodoxen ein, es fehle ihm am inneren Beruf zum Geistlichen. In den verschiedenen Vikariatsverwendungen fand er indes Freunde, die für seine spätere Laufbahn wichtig werden sollten, darunter Albert Bitzius (Sohn von Jeremias Gotthelf) und Johann Jakob Kummer (1828–1913).
Er ergänzte seine Bildung durch einen Studienaufenthalt von 1858 bis 1859 in Berlin und 1860 an der, 1808 gegründeten, Theologischen Fakultät in Montauban, das zur Universität Toulouse gehörte.
An der Universität Berlin hörte er die Vorlesungen von Wilhelm Vatke (Theologie) und Heinrich Gustav Hotho (Ästhetik) sowie die des Kunsthistorikers Gustav Friedrich Waagen; in Montauban lernte er durch Jules Steeg (1836–1898) und P. Goy den französischen Protestantismus kennen.
1861 wurde er, nach anfänglichen Bedenken der Wahlbehörde, Lehrer für Religion, anfangs mit Geographie am Staatlichen Lehrerseminar im Schloss Münchenbuchsee.
1877 erfolgte seine Habilitation in Ethik und 1881 wurde er Nachfolger seines Bruders als Ordinarius für Dogmatik, Ethik und Religionsgeschichte an der Universität Bern, deren Rektor er von 1888 bis 1889 war.
1880 trat er als Seminarlehrer zurück, übernahm kirchliche Funktionen in Laupen und unterrichtete am höheren Gymnasium Hebräisch.
Eduard Langhans war seit dem 28. Juni 1863 in Hindelbank verheiratet mit Maria Charlotte (* 19. Dez 1832 in Bern; † 1891), Tochter von Albrecht Friedrich Stettler (1796–1849), Sekretär der Justiz- und Polizeidirektion, Regierungsstatthalter in Interlaken, Professor des Strafrechts. Die Ehe blieb zwar kinderlos, jedoch nahmen sie zwei Adoptivtöchter auf.

### Schriftstellerisches und theologisches Wirken
Seine Schrift Die heilige Schrift: Ein Leitfaden für den Religionsunterricht, das die historische Bibel- und Dogmenkritik der jüngeren Tübinger Schule unter anderem von Ferdinand Christian Baur und David Friedrich Strauß darstellte, entfachte von 1866 bis 1868 den Leitfaden-Streit.
Gemeinsam mit seinem Bruder und Albert Bitzius gründete er 1866 den Kirchlichen Reformverein, der später ein Zweig des 1871 gegründeten Schweizerischen Vereins für freies Christentum wurde. Der Verein begann im Oktober 1866, die Reformblätter aus der bernischen Kirche herauszugeben. Durch die Reformblätter, die Eduard Langhans mitredigierte, verschaffte sich der theologische Liberalismus Gehör. Er entwickelte sich im weiteren Verlauf zu einer führenden Gestalt der religiös-liberalen Reformbewegung, der sogenannten Reformer.

### Leitfaden-Streit
1865 veröffentlichte Eduard Langhans sein Religionslehrbuch für den Unterricht am Lehrerseminar, das in der Folge eine grosse Diskussion in der reformierten Kirche Bern auslöste, weil er darin seinen Ansatz eines confessionslosen Religionsunterrichts darlegte; die Konfessionslosigkeit sah er in der nicht-wörtlichen Auslegung der Heiligen Schrift. Er stellte sich gegen die wörtliche Auslegung der Heiligen Schrift und übernahm die in Grundsätzen entwickelte historisch-kritische Methode und lehnte sich damit an die Tübinger Schule an, wie sie von Ferdinand Christian Baur und seinem Schüler David Friedrich Strauss und weiteren begründet worden war.
Mit seinem Ansatz für ein empirisch geprägtes Bibelverständnis löste er sich von der bisherigen Tradition der wörtlichen Offenbarungsstruktur und ermöglichte einen Neuzugang auch für den Religionsunterricht. Der wissenschaftsorientierte Umgang mit den biblischen Zeugnissen begründete dadurch letztlich die Forderung eines konfessionslosen Religionsunterrichts.
Gegen diese Form des Religionsunterrichts wandten sich unter anderem Pfarrer Ludwig Fellenberg (1807–1886), Mitglied des Kirchenvorstands der Münstergemeinde Bern, weil seiner Meinung nach, die Aufgabe der wörtlichen Interpretation der biblischen Schrift zu einem Verlust kirchlicher Autorität führen würde, und damit wären die Fundamente der Gesellschaft in Gefahr. 1865 initiierte Grossrat Otto von Büren (1822–1888) eine Diskussion, inwieweit der neue Ansatz im Leitfaden mit der Autorität der Kirche in Einklang stünde; hierbei verwarf er die neuen Ideen und sah in dem Buch eine Gefahr für Kirche und Staat.
Der Erziehungsdirektor Johann Jakob Kummer (1828–1913) allerdings, nahm Eduard Langhans und damit auch seine Ideen mit der Begründung in Schutz, dass die neuen Lehren unter den Lehrpersonen durchaus mehrheitsfähig seien.
Auch in den beiden kirchlichen Synoden, der Bezirkssynode der Münstergemeinde Bern vom 23. Mai und der Kantonssynode vom 19. Juni 1866, führte das Lehrbuch zu heftigen Auseinandersetzungen; die protestantische Kirche des Kantons Bern versuchte zwar die Erkenntnisse wissenschaftlicher Forschung einzubinden, damit entflammte jedoch ein Konflikt zwischen orthodoxen und liberalen Vertretern, weil der empirische Wissenschaftsansatz nach Meinung der orthodoxen Theologen zum Verlust des Fundaments des Offenbarungsprinzips und damit auch zum Verlust der Stabilität von Kirche und Staat führte. Es blieb aber nicht nur bei einer inhaltlichen Auseinandersetzung. Vielmehr forderte Rudolf Emanuel Wurstemberger-Steiger (1808–1876), ein weiterer Kritiker, die Bezirkssynode dazu auf, das Buch am Lehrerseminar zu verbieten als auch Eduard Langhans als Seminarlehrer brüderlich zu ermahnen. Einige Mitglieder der Bezirkssynode versuchten die hitzigen Diskussionen zu deeskalieren, indem sie die Wirkung des Religionsunterrichts am Lehrerseminar relativierten, so zum Beispiel Amtsrichter Friedrich Staub (1777–1868) aus Belp. Ganz auf die Seite von Eduard Langhans schlugen sich sein Bruder Ernst Friedrich Langhans (1829–1880) und sein Vater Daniel Friedrich Langhans (1796–1875), der erste Direktor des 1833 gegründeten staatlichen Lehrerseminars Münchenbuchsee; nach seinem Bruder wäre eine brüderliche Ermahnung nur Ausdruck einer Scheinheiligkeit, weil die Gegner das Seminar nie besucht hätten, und daher auch nicht wüssten, wie der Unterricht tatsächlich vonstattengehe. Sein Vater wies darauf hin, dass eine Eskalation zwischen der bernischen Kirche und der bernischen Lehrerschaft damit vorprogrammiert wäre.
In der nachfolgenden Kantonssynode vom 19. Juni 1866 wurde das Anliegen der Bezirkssynode der Münstergemeinde Bern erneut diskutiert. Der auch in der Kantonssynode amtierende Otto von Büren wies nochmals auf die unbedingte Autorität der Heiligen Schrift hin und verwarf den empirischen Ansatz von Langhans. Regierungsrat Johann Jakob Kummer wies darauf hin, dass eine direkte Einflussnahme vonseiten der kirchlichen Synode keinen Erfolg bei der bernischen Regierung haben würde, weil die damalige Regierung bei der Wahl von Eduard Langhans froh gewesen sei, einen kompetenten Mann gefunden zu haben. Dabei betonte er auch, dass eine Regierung keine theologischen Ausrichtungen favorisieren dürfe, da damit selbst die heterogen verfasste Landeskirche zugrunde gerichtet würde.
In der Grossratsdiskussion vom 29. November 1866 wurde ein Antrag von Otto von Büren mit 73 zu 61 Stimmen angenommen, der den Religionsunterricht am staatlichen Lehrerseminar untersuchen sollte; jedoch kam es nie dazu. Es gab weder eine Untersuchung durch die Regierung noch sonst irgendwelche Konsequenzen durch das Parlament oder die Regierung. Die Sache verlief demnach im Sande, wohl nicht ohne Zutun der Regierung, die das Seminar unterstützte.
In der Folge kam es zu einer Trennung zwischen orthodox-pietistischer und liberaler Theologie innerhalb der reformierten Kirche Bern.
Der Konflikt um den Leitfaden war in der Folge ein wichtiges Motiv für die Gründung des Vereins für freies Christentum der Bernischen Landeskirche am 14. August 1866.

## Ehrungen und Auszeichnungen
- 1883 ernannte ihn die Universität Zürich zum Dr. h. c.

## Schriften (Auswahl)
- Die heilige Schrift: Ein Leitfaden für den Religionsunterricht. Bern: Verlag der J. Dalp'schen Buchhandlung 1865.
- Der Religionsunterricht am Seminar zu Münchenbuchsee: Eine Schutz- und Trutzschrift. Bern 1866.
- Stimme eines Laien über den Leitfaden beim Religionsunterricht. Bern 1866.
- Rudolf König; Eduard Langhans: Oeffentliches Zeugniss gegen die neue Religionslehre im Schullehrerseminar zu Münchenbuchsee. Bern 1866.
- Mein Religionsunterricht am Seminar Münchenbuchsee. Münchenbuchsee 1866.
- Die Entstehung der Evangelien. Langenthal 1868.
- Der Prophet Jesaia. Bern 1872.
- Handbuch der biblischen Geschichte. Bern 1875 und 1880.
- Von den Anfängen Israel's bis zur Rückkehr aus dem babylonischen Exil. Bern: Th. Dalp'sche Buchhandlung (F. Schmidt) 1875.
- Die Landeskirche und die Sekten. Bern 1888.
- Johann Calvin und die Reformation von Genf: eine Volksschrift. Bern 1888.
- Eduard Langhans; Rudolf Steck; Emil Hegg: Ein Zeuge der Geistesfreiheit: Aufsätze – Vorträge – Reisebriefe. Bern: Schmid, Francke & Co. 1891.